# Adnan Bečić
Adnan Bečić je bivši hrvatski košarkaš.

## Klupska karijera
Igrao je za Dubrovnik, nakon čega je prešao u Cibonu. 
1979./80. došao je s Cibonom do finala Kupa Radivoja Koraća, gdje ih je zaustavio talijanski Arrigoni. Suigrači u Ciboni su mu bili: Aleksandar Petrović, Andro Knego, Mihovil Nakić, Sven Ušić, Damir Pavličević, Srebrenko Despot, Rajko Gospodnetić, Dražen Dogan, Branko Sikirić, Uzelac, trener Mirko Novosel. 
1981/82. osvojio je s Cibonom Kup pobjednika kupova, pobijedivši u finalu madridski Real. Bečićevi suigrači bili su: Krešimir Ćosić, Aleksandar Petrović, Andro Knego, Zoran Čutura, Mihovil Nakić, Damir Pavličević, Sven Ušić, Rajko Gospodnetić, Mladen Cetinja, Tomislav Bevanda, Srđan Savović, a vodio ih je Mirko Novosel.
S Cibonom je osvojio naslov prvaka Jugoslavije u sezoni 1983./84. Cibona je igrala u sastavu Mihovil Nakić, Aleksandar Petrović, Adnan Bečić, Zoran Čutura, Damir Pavličević, Mladen Cetinja, Andro Knego, Rajko Gospodnetić, Sven Ušić, Jelavić, Nikšić, Franjo Arapović, Joško Vukičević, Mihovil Nakić, Branko Vukičević, a trenirao ih je Mirko Novosel. Bio je standardni prvotimac. Dolaskom Dražena Petrovića, uglavnom je boravio na klupi, gdje je osvojio naslov prvaka Jugoslavije u sezoni 1984./85., a Cibona je igrala u sastavu M. Nakić, A. Petrović, Bečić, Knego, Ušić, Čutura, Franjo Arapović, Ivo Nakić, B. Vukićević, Lukačić, trener Pavličević.
Iste su godine osvojili Kup europskih prvaka, pobijedivši u finalu madridski Real. Igrali su u sastavu Dražen Petrović, Aleksandar Petrović, Andro Knego, Zoran Čutura, Mihovil Nakić, Sven Ušić, Branko Vukičević, Adnan Bečić, Franjo Arapović, Ivo Nakić, Igor Lukačić. Trener: Željko Pavličević / Mirko Novosel. 
1988./86. su osvojili Kup europskih prvaka, pobijedivši u finalu litvanski Žalgiris. Igrali su u sastavu Dražen Petrović, Danko Cvjetičanin, Zoran Čutura, Mihovil Nakić, Franjo Arapović, Sven Ušić, Branko Vukičević, Damir Pavličević, Adnan Bečić, Ivo Nakić, Ivan Šoštarec, a trenirao ih je Željko Pavličević. 
1986./87. su osvojili Kup pobjednika kupova, pobijedivši u finalu talijanski Scavolini. Igrali su u sastavu Dražen Petrović, Aleksandar Petrović, Danko Cvjetičanin, Andro Knego, Zoran Čutura, Mihovil Nakić, Franjo Arapović, Sven Ušić, Branko Vukičević, Damir Pavličević, Adnan Bečić, Nebojša Razić, Ivan Šoštarec. Trenirali su ih Janez Drvarič i Mirko Novosel.